# Fußball-Westasienmeisterschaft der Frauen
Die Fußball-Westasienmeisterschaft der Frauen (englisch West Asian Football Federation Womens Championship) ist ein Fußball-Wettbewerb des Westasiatischen Fußball-Verbandes WAFF (West Asian Football Federation), der seit 2005 im Zweijahres-Rhythmus ausgetragen wird.
Teilnahmeberechtigt sind grundsätzlich die Frauen-Nationalmannschaften der zwölf Mitgliedsverbände des Westasiatischen Fußballverbandes, einer Unterorganisation der AFC, jedoch nahmen bis heute lediglich acht Mannschaften mindestens einmal am Wettbewerb teil.

## Erstteilnahmen
Folgend alle Nationalmannschaften, die bisher an diesem Turnier teilgenommenen haben.
- Fett geschriebene Mannschaften wurden bei ihrer ersten Teilnahme Westasienmeister.
- Kursiv geschriebene Mannschaften waren bei ihrer ersten Teilnahme Ausrichter.
- Mannschaften in Klammern nahmen unter einem anderen Namen zum ersten Mal teil.

| Jahr | Erstteilnehmer      | Erstteilnehmer | Erstteilnehmer | Erstteilnehmer | Erstteilnehmer |
| ---- | ------------------- | -------------- | -------------- | -------------- | -------------- |
| 2005 | Bahrain             | Iran           | Jordanien      | Palästina      | Syrien         |
| 2007 | Libanon             |                |                |                |                |
| 2010 | Kuwait              | VA Emirate     |                |                |                |
| 2011 | Irak                |                |                |                |                |
| 2014 | Katar               |                |                |                |                |
| 2019 | kein Erstteilnehmer |                |                |                |                |
| 2022 | kein Erstteilnehmer |                |                |                |                |

## Die Turniere im Überblick
| Jahr         | Gastgeber              | Finale     | Finale          | Finale        | Spiel um Platz drei | Spiel um Platz drei | Spiel um Platz drei |
| Jahr         | Gastgeber              | Sieger     | Ergebnis        | Zweiter Platz | Dritter Platz       | Ergebnis            | Vierter Platz       |
| ------------ | ---------------------- | ---------- | --------------- | ------------- | ------------------- | ------------------- | ------------------- |
| 2005 Details | Jordanien (Amman)      | Jordanien  | Ligasystem      | Iran          | Syrien              | Ligasystem          | Bahrain             |
| 2007 Details | Jordanien (Amman)      | Jordanien  | Ligasystem      | Iran          | Libanon             | Ligasystem          | Syrien              |
| 2010 Details | VA Emirate (Abu Dhabi) | VA Emirate | 1:0             | Jordanien     | Bahrain             | 3:0                 | Palästina           |
| 2011 Details | VA Emirate (Abu Dhabi) | VA Emirate | 2:2 (6:5 i. E.) | Iran          | Bahrain             | 0:0 (4:3 i. E.)     | Jordanien           |
| 2014 Details | Jordanien (Amman)      | Jordanien  | Ligasystem      | Palästina     | Bahrain             | Ligasystem          | Katar               |
| 2019 Details | Bahrain (Muharraq)     | Jordanien  | Ligasystem      | Bahrain       | Libanon             | Ligasystem          | VA Emirate          |
| 2022 Details | Jordanien (Amman)      | Jordanien  | Ligasystem      | Libanon       | Syrien              | Ligasystem          | Palästina           |
| 2024 Details | Saudi-Arabien          | Jordanien  | 2:2 (5:3 i. E.) | Nepal         | Libanon             | Halbfinalisten      | Palästina           |

### Rangliste
| Rang | Land       | Titel | Jahr(e)                            | 2. Pl. | 3. Pl. | 4. Pl. |
| ---- | ---------- | ----- | ---------------------------------- | ------ | ------ | ------ |
| 1    | Jordanien  | 6     | 2005, 2007, 2014, 2019, 2022, 2024 | 1      | /      | 1      |
| 2    | VA Emirate | 2     | 2010, 2011                         | /      | /      | 1      |
| 3    | Iran       |       |                                    | 3      | /      | /      |
| 4    | Bahrain    |       |                                    | 1      | 3      | 1      |
| 5    | Libanon    |       |                                    | 1      | 2      | /      |
| 6    | Palästina  |       |                                    | 1      | /      | 3      |
| 7    | Syrien     |       |                                    | /      | 2      | 1      |
| 8    | Katar      |       |                                    | /      | /      | 1      |